# Cantó de La Rochelle-2
El cantó de La Rochelle-2 és un cantó francès del departament del Charente Marítim, situat al districte de La Rochelle. Compta amb part del municipi de La Rochelle.
| Data d'elecció                           | Identitat       | Partit | Qualitat |
| ---------------------------------------- | --------------- | ------ | -------- |
| 1973-1979                                | Denis Praud     | PS     |          |
| 1979-1985                                | André Dubosc    | PRG    |          |
| 1985-1988                                | Guy Miaud       | PS     |          |
| 1988-                                    | Marc Parnaudeau | PS     |          |
| les dades anteriors no són pas conegudes |                 |        |          |
|                                          |                 |        |          |